# Leptataspis collaris
Leptataspis collaris är en insektsart som beskrevs av Victor Lallemand 1922. Leptataspis collaris ingår i släktet Leptataspis och familjen spottstritar. Inga underarter finns listade i Catalogue of Life.